# Laurentides (region)

Laurentides läge i Québec.

Laurentides är en administrativ region i Québec i Kanada. Den är uppkallad efter de Laurentiska bergen, men omfattar bara en del av bergskedjan. Regionens yta är 20 744,29 km². Den hade 511 276 invånare vid folkräkningen 2006.
Området beboddes av innu fram till att fransktalande jordbrukare bosatte sig i dalarna under första hälften av 1800-talet. Under 1900-talet blev området också populärt för turister, med sommarstugor vid sjöarna samt utförs- och längdskidåkning. Bland skidorter i regionen märks Saint-Sauveur, Mont Tremblant och Gray Rocks.
Laurentides är fortfarande populärt som helgresmål för besökare från Montréalområdet, New England och Ontario, men den permanenta befolkningen har växt kraftigt sedan Autoroute 15 byggdes genom regionen på 1970-talet. Regionens största stad är Saint-Jérôme längst i sydost, som hade 63 729 invånare vid folkräkningen 2006. Saint-Jérôme har pendeltågsförbindelse med Montréal och räknas liksom många andra städer i sydöstra Laurentides till Montréals norra förorter.
Laurentides gränsar i söder till Ontario, Montérégie, Montréal och Laval, i öster till Lanaudière, i norr till Mauricie och i väster till Outaouais. I söder går gränsen i Ottawafloden, Lac des Deux Montagnes och Rivière des Mille Îles.

## Administrativ indelning
I Laurentides finns sju sekundärkommuner (municipalités régionales de comté), en stad med sekundärkommunala befogenheter (Mirabel) och ett indianreservat (Doncaster).

### Municipalités régionales de comté
- Antoine-Labelle (centralort Mont-Laurier)
- Argenteuil (centralort Lachute)
- Deux-Montagnes (centralort Deux-Montagnes)
- La Rivière-du-Nord (centralort Saint-Jérôme)
- Les Laurentides (centralort Mont-Blanc)
- Les Pays-d'en-Haut (centralort Sainte-Adèle)
- Thérèse-De Blainville (centralort Boisbriand)